# Ram Dayal Rakesh
Pour les articles homonymes, voir RAM.
Ram Dayal Rakesh est un folkloriste du Népal. Il a contribué à l’étude comparative entre littératures népalaise et hindi. Sa recherche de terrain sur le folklore vise à comprendre et résoudre les problèmes rencontrés par les femmes népalaises.
Il a étudié l'anglais à l'université de Bihar, est diplômé d'une maîtrise de littérature hindoue de l'université de Tribhuvan. Il a obtenu un doctorat avec son étude comparative de poésies contemporaines hindi et népalaise.

## Publications
- Cultural Heritage of Nepal Terai

## Distinction
- Prix de la culture asiatique de Fukuoka en 2004